# Gadgets Galore
Gadgets Galore ist ein amerikanischer Kurzfilm aus dem Jahr 1955. Er handelt von dem Beginn des Autozeitalters.

## Inhalt
Der Film enthält verschiedene Sequenzen alter Filme zum Beginn des Autozeitalters. Diese wurden aneinander geschnitten, um besonders Kuriositäten und Unfälle zu präsentieren. Die Erzähler kommentieren diese flapsig bis launisch, bisweilen einen französischen Akzent, bisweilen einen deutschen Akzent imitierend. Der Fokus liegt vor allem auf der Automobilgeschichte der Vereinigten Staaten. So sieht man zum Beispiel Barney Oldfield, der seinen Rekord von 1903 mit einer Zigarre im Mund nachstellt, oder Aufnahmen vom Vanderbilt Cup Race 1906 und von einem frühen Indianapolis-500-Rennen.

## Oscarnominierung
Der Film erhielt 1956 eine Oscarnominierung in der Kategorie Bester Kurzfilm (1 Filmrolle).